# Sandwich Reuben
Pour les articles homonymes, voir Reuben.

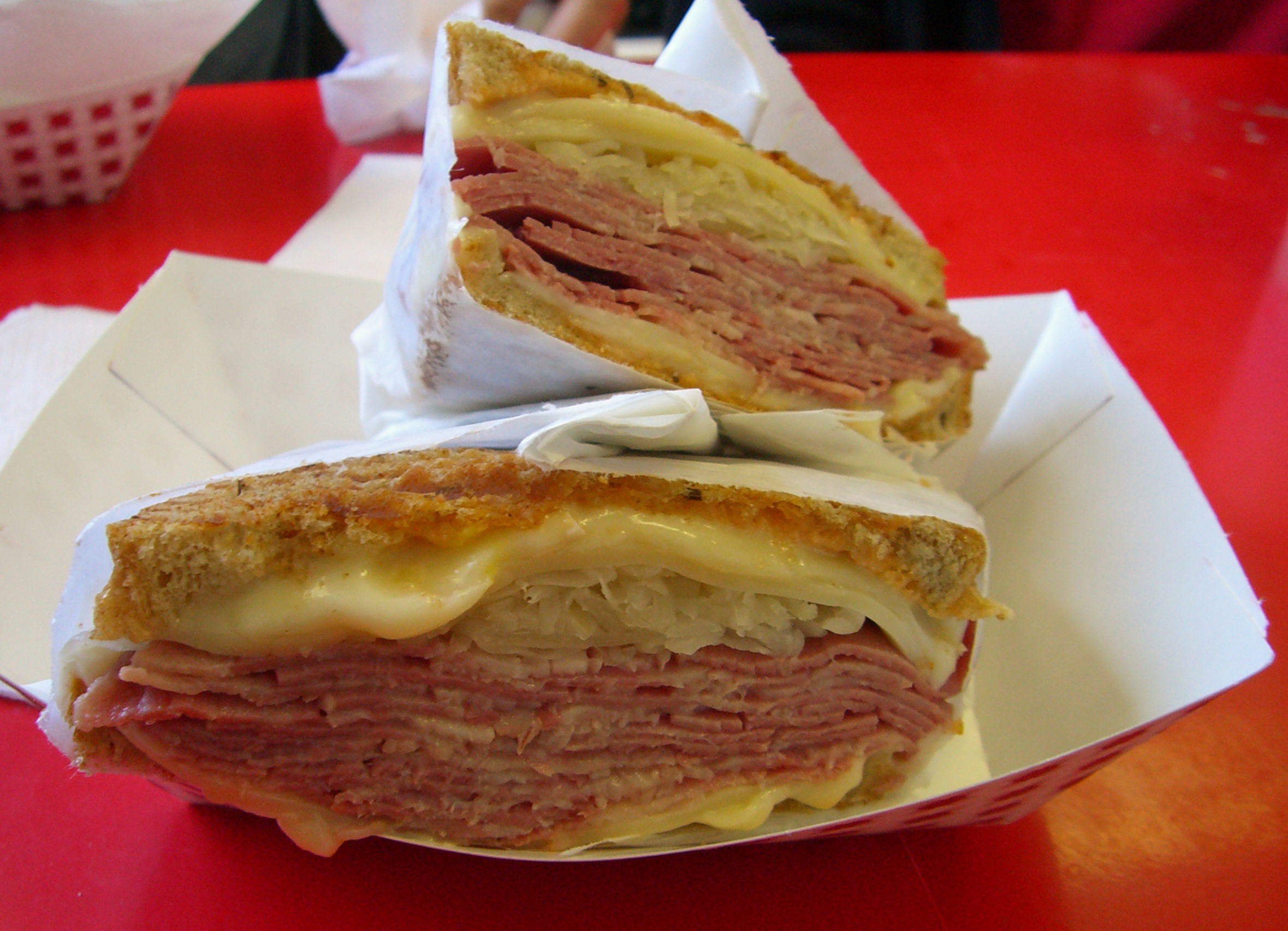
Un sandwich Reuben.

Le sandwich Reuben est un sandwich grillé fait de corned-beef, choucroute, d'emmental et de sauce russe (en). Plusieurs autres variantes existent.

## Origines
La recette de ce sandwich est originaire des États-Unis. Il existe en revanche plusieurs récits concurrents sur son origine exacte.
Selon la première, rapportée par la fille d'Arnold Reuben, propriétaire du restaurant Reuben's Delicatessen à New York, ce plat aurait été créé en 1914. L'histoire veut qu'une actrice jouant avec Charlie Chaplin soit entrée dans le restaurant tard dans la soirée et se soit exclamée « Reuben, fais-moi un sandwich, fais une combinaison. J'ai tellement faim que je pourrais manger une brique ! » Le chef empila sur du pain de seigle de la choucroute, de la dinde, du fromage suisse et de la sauce russe. L'actrice dit que c'était le meilleur sandwich qu'elle eût jamais mangé. Elle proposa le nom de « Spécial Annette Seelos », mais il lui répondit : « Pas question ! Je vais l'appeler le Spécial Reuben. »
Le fils d'Arnold Reuben, Arnold Reuben, Jr., pense quant à lui que le sandwich a été créé en 1927 ou 1928 par un des chefs du restaurant qui pensait qu'il mangeait trop de hamburgers.
Selon une autre version, un important grossiste juif d'origine lituanienne du marché central d'Omaha dans le Nebraska, nommé Reuben Kulakofsky, l'aurait créé en 1925 à la suite d'une partie de poker avec des amis amateurs de sandwichs personnalisés. Un des joueurs, Charles Schimmel, l'afficha par la suite au menu de son hôtel, le Blackstone Hotel d'Omaha.